# Jagdschloss Offensee

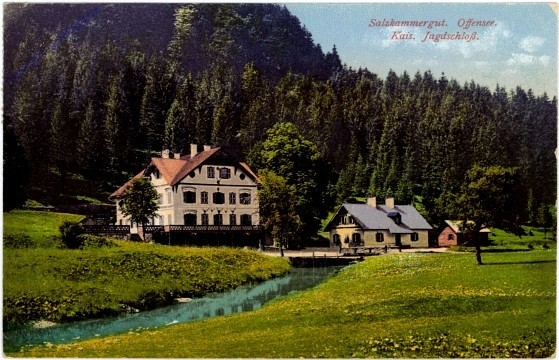
Kaiserliches Jagdschloss Offensee im Jahr 1909

Das Jagdschloss Offensee (auch: Jagdhaus Offensee) ist ein Jagdhaus am Offensee in der Marktgemeinde Ebensee am Traunsee im Bezirk Gmunden in Oberösterreich.
Nördlich des Offensees befindet sich beim Auslauf des Offenseebaches ein ehemaliges Jagdschloss von Kaiser Franz Joseph I. Das Gebäudeensemble mit Kapelle ist in klassischem Schönbrunner Gelb gehalten. Das Jagdschloss beherbergte ab 1920 eine Lungenheilstätte. In der von Emil Kugler errichteten Kindersonnenheilstätte wurden vor allem Kinder mit Knochentuberkulose mittels Sonnentherapie behandelt. Heute dient das Jagdschloss als Apartment-Unterkunft.